# Víctor Valdés i Arribas
Víctor Valdés i Arribas (L'Hospitalet de Llobregat, 14 de gener del 1982), natural de Gavà, és un exfutbolista professional català, que jugava com a porter, i posteriorment entrenador de futbol.
De gran corpulència física (fa 1,83 metres i pesa 78 kg), va arribar al Barça l'1 de juliol del 1992 procedent de la Penya Barcelonista Cinc Copes. Va ser internacional amb la selecció espanyola i també porter titular de la selecció catalana. va guanyar cinc cops el trofeu Zamora, i és el millor porter de la història de la lliga espanyola, segons un estudi del Centre d'Investigació d'Història i Estadística del Futbol Espanyol.
Va ser entrenador de l'UA Horta, equip de tercera divisió catalana.

## Biografia
Nascut a l'Hospitalet de Llobregat. La seva família, originària de la vil·la de Puebla de Sanabria (Zamora) va emigrar a Catalunya després de la Guerra Civil. Valdés ha desenvolupat tota la seva carrera esportiva a la categoria de futbol base del FC Barcelona, club al que va ingressar el 1r de juliol de 1992 amb només 10 anys, provinent de la penya barcelonista "Cinc Copes". Tanmateix, el setembre d'aquell mateix any, gairebé sense començar la temporada, es va veure obligat a deixar el club, ja que la seva família es va traslladar a viure a Tenerife durant tres anys per motius personals. El 1995 va tornar a Barcelona i es va reincorporar al club per jugar a diversos equips de les categories inferiors.

### Debut la temporada 2002-2003
Louis van Gaal el va fer debutar la temporada 2002-2003, en què va alternar les seves actuacions entre el FC Barcelona B i el primer equip. Va debutar a la Primera divisió espanyola l'1 de setembre de 2002 en el partit FC Barcelona-Atlètic de Madrid.
Amb només 20 anys, va defensar la porteria del Barcelona en un total de 14 partits de Lliga, alternant la titularitat amb l'argentí Roberto Oscar Bonano, encaixant un total de 15 gols. També va disputar sis partits de la Lliga de Campions, en què va encaixar només 3 gols. Aquesta temporada, però, no va ser del tot agradable per Víctor: Louis van Gaal, el mateix entrenador que li havia donat l'oportunitat de debutar en el primer equip, va estar a punt d'expulsar-lo del club. Després d'haver guanyat la titularitat i haver estat titular a la Lliga de Campions, Van Gaal no només el va relegar a la banqueta, sinó que el va obligar a tornar a jugar al filial, al Barça B, a la Segona Divisió B espanyola. Valdés ho va considerar una humiliació i, no només no es va presentar al partit del Barcelona B, sinó que va estar tres dies sense aparèixer als entrenaments. Només la intermediació del president Joan Gaspart, que confiava en el seu potencial, va evitar la seva marxa del club. A mitjan temporada, Van Gaal va ser destituït a causa dels mals resultats i el seu successor, Radomir Antic, va tornar a confiar-li la titularitat.

### Titularitat la temporada 2003-2004
La temporada següent, la 2003-2004, va començar alternant la titularitat amb el turc Rüştü Reçber, encara que va acabar la temporada com a titular, gràcies a la confiança dipositada pel tècnic Frank Rijkaard.

### Consagració la temporada 2004-2005. El primer Zamora
La temporada 2004-2005, ja amb el número 1 a la samarreta, va ser la de la seva consagració definitiva. Va jugar com a titular en 35 dels 36 partits de Lliga disputats (va ser el jugador de la plantilla que més minuts va jugar), encaixant només 25 gols (una mitjana de 0,71 gols per partit). Va ser un dels jugadors decisius perquè el FC Barcelona es proclamés campió de la primera divisió d'Espanya, el seu primer títol com a professional.
A més, la seva excel·lent campanya li va atorgar el Trofeu Zamora al porter menys batut de la Lliga.

### Temporada 2005-2006: campió d'Europa
A la temporada 2005-2006, Víctor va continuar sent el porter titular de l'equip i va tornar a proclamar-se campió de Lliga. Malgrat això, el porter de l'Hospitalet de Llobregat va ser objecte de debat per algunes de les seves actuacions en determinats partits, en els quals errors puntuals del porter van fer perdre punts al FC Barcelona, en sengles partits davant el València CF i en la segona volta al partit contra l'Osasuna.
El 17 de maig de 2006, el FC Barcelona va jugar a l'Stade de France (París) la final de la Lliga de Campions de la UEFA davant de l'Arsenal FC anglès. En aquest partit, Víctor va resoldre diversos mà a mà contra els davanters del conjunt londinenc, especialment davant Thierry Henry, però només van poder batre'l amb un gol de cap de Sol Campbell. Finalment, el FC Barcelona aconseguiria remuntar el partit i guanyar la seva segona Lliga de Campions de la seva història.

### Següents temporades

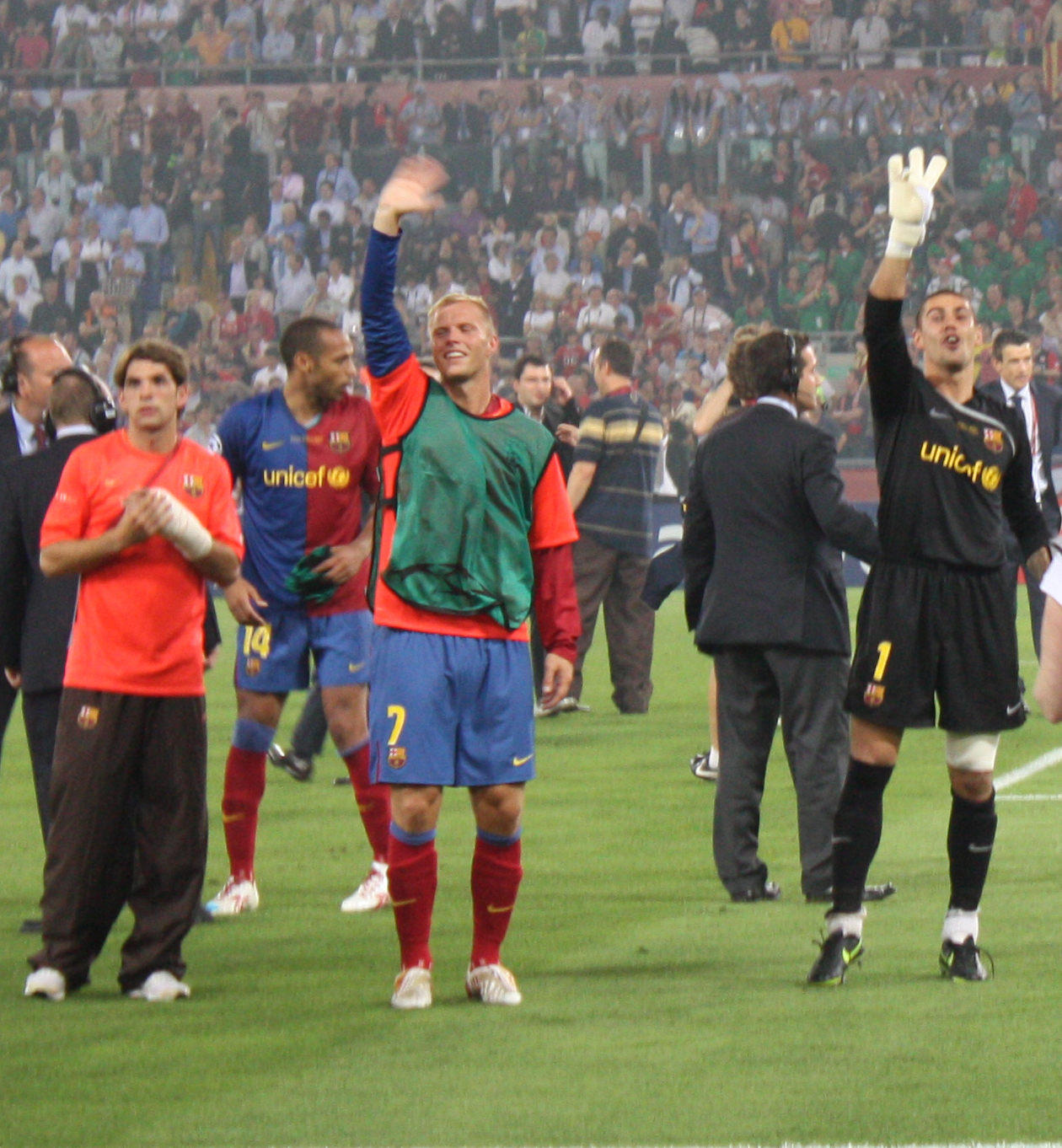
Valdés (a la dreta), celebra el triplet de la temporada 2008-2009.

A les temporades següents, Valdés es consolidà com a porter titular de l'equip blaugrana i tercer capità, per darrere de Carles Puyol i Xavi Hernández.
El 8 de novembre de 2008 davant el Reial Valladolid va assolir el seu partit 200 amb el FC Barcelona, és el porter més jove de la història de l'equip blaugrana en aconseguir-ho. Aquella mateixa temporada 2008-2009, havia d'aconseguir el seu segon Trofeu Zamora.
El 19 de juny de 2009 després de diverses estira-i-arronses amb el club, renovà fins al 2014 per 7 milions d'euros per temporada. En un principi, el representant de Víctor demanava 11 milions. Al final, després de rebre ofertes del Manchester United FC i altres clubs, decidí de quedar-se al FC Barcelona.
El 28 d'agost de 2009 jugà com a titular en el partit de la Supercopa d'Europa que enfrontà el Barça contra l'FC Xakhtar Donetsk, que l'equip blaugrana guanyà per 1 a 0 en la pròrroga.
La temporada 2009-2010 acabà amb tres grans notícies per a Valdés: l'equip aconseguia la seva segona Lliga consecutiva, ell obtenia el seu tercer Trofeu Zamora en acabar com a porter menys golejat i debutava amb la selecció estatal com a suplent de Reina a un amistós davant Corea del Sud.
El 19 de maig de 2013, Valdés va disputar el seu partit número 500 amb el FC Barcelona (360 en lliga, 12 en Copa del Rei, 109 en competicions europees, 10 a la Supercopa espanyola, 3 a la Supercopa d'Europa i 6 al Mundialet de Clubs).
El 27 de maig de 2013, entrà a la llista de 26 preseleccionats per Vicente del Bosque per disputar la Copa Confederacions 2013, i posteriorment el 2 de juny, entrà a la llista definitiva de convocats per aquesta competició.
El 8 de gener de 2015, va signar un contracte de 18 mesos (amb opció d'un any més) amb el Manchester United FC (entrenat per Louis Van Gaal), després de recuperar-se de la lesió al genoll que el tenia apartat dels terrenys de joc des del març del 2014. Al Manchester hi va passar vuit mesos sense disputar cap partit, mantenint una tensa relació amb Van Gaal. Finalment, el gener de 2016 fou cedit a l'Standard de Lieja, club amb el qual va debutar en lliga el 30 de gener, en una victòria a fora contra l'OH Leuven.
El 7 de juliol de 2016 va fitxar com a agent lliure pel Middlesbrough, després de desvincular-se del Manchester United FC; allà seria dirigit per l'entrenador Aitor Karanka. En finalitzar la temporada, en la qual va jugar 28 partits, abandonà el club, ja que no li van renovar el contracte.

## Selecció catalana
El 30 de desembre de 2011 va disputar amb la selecció catalana el Trofeu Catalunya Internacional 2011,  contra la selecció de Tunísia, un partit disputat a l'Estadi Olímpic Lluís Companys, que va acabar en empat a 0.

## Entrenador
L'1 de juny de 2018, Valdés va retornar al futbol com a entrandor, en assolir la UEFA Pro Licence conjuntament amb, entre d'altres, Xavi, Raúl i Xabi Alonso. Valdés va començar a fer d'entrenador amb el planter de l'ED Moratalaz, amb el qual va assolir dos títols a nivell regional.
El 19 de juliol de 2019 va fitxar pel FC Barcelona per fer d'entrenador de l'equip juvenil. Després d'una forta discussió amb Patrick Kluivert, cap de la cantera del club, fou destituït amb només cinc partits a lliga i dos de la Lliga Juvenil de la UEFA. L'estiu de 2020 va passar a entrenar la UA Horta, equip de tercera divisió catalana. En va marxar el gener de 2021 per tal de 'centrar-se en el projecte de presidència de Joan Laporta' segons va desvelar El Mundo Deportivo. La idea de Laporta era que Valdés formés part de l'staff del club si guanyava les eleccions del març de 2021.
Després de quatre anys inactiu, l'abril de 2025 va fitxar pel Real Ávila CF, i només un dia després va guanyar-hi el primer partit, contra el Compostel·la, per un sofert 2-1 i assegurant així la participació al play-off per ascendir a Primera Federació.

## Palmarès
FC Barcelona
- Campionat del Món de Club (2): 2009, 2011[23]
- Supercopa d'Europa (2): 2009,[3] 2011[24]
- Lliga de Campions (3): 2005-06, 2008-09, 2010-11
- Copa Catalunya (3): 2003-04, 2004-05, 2006-07 i 2012-13
- Lliga espanyola (6) 2004-05, 2005-06, 2008-09, 2009-10, 2010-11 i 2012-13
- Supercopa d'Espanya (6): 2005, 2006, 2009, 2010, 2011 i 2013[25]
- Copa del Rei (2): 2008-09 i 2011-12

Standard Liège
- Copa belga (1): 2015–16[26]

Selecció espanyola
- Copa del Món de Futbol (1): 2010
- Eurocopa (1): 2012

Individual
- 5 Trofeus Zamora (2004-05, 2008-09, 2009-10, 2010-11 i 2011-12).